# Jules Guillemin
Pour les articles homonymes, voir Guillemin.
Jules Guillemin est un architecte français né le 3 juin 1860 à Paris et mort le 22 mars 1944 aux Damps dans le département de l'Eure.

## Biographie
Jules Augustin Guillemin naît le 3 juin 1860, à Paris, du mariage d'Auguste Guillemin et de Julie Tallard, épouse Andrée Daloz (1873-1962), fille d'Eugène Daloz, lui-même fils d'Alphonse Daloz. Ils ont deux filles, Solange et Élisabeth.
En 1888 à Paris-Plage, il a le poste d'architecte officiel du château d'Alphonse Daloz et réalise quelques constructions toutes sises sur le boulevard de la Mer (Docteur-Jules-Pouget aujourd'hui).
En 1908, il est architecte expert près le tribunal civil de la Seine.
Il est architecte à Paris, comme en 1915 où il demeure au no 8, rue de Monceau et où il réalise quelques constructions, ainsi qu'à Melun, Malakoff et Ivry-sur-Seine.
En 1929, il est architecte aux Damps,, où il meurt le 22 mars 1944.

## Réalisations
- Ivry-sur-Seine, 1899, abattoir, au no 28 rue Pierre-Rigaud[9]
- Malakoff, 1903, usine de mise en bouteilles, distillerie, no 18 avenue du Maréchal-Leclerc  Classé MH (2009)[10]
- Melun, une maison d'habitation au no 36 rue de Dammarie[11].
- Paris, le Petit Trianon au no 3 et 5 de la rue d'Andigné dans le 16e arrondissement de Paris[12].
- Paris-Plage : il réalise la Villa Sainte-Barbe, La Cigale et la Fourmi, le Saint-Raphaël et le Colibri, construite en 1890 à l'entrée de la rue Saint-Alphonse (devenue rue Léon-Garet) depuis le boulevard de la Mer (Docteur Jules-Pouget aujourd'hui). Le Colibri est agrandi pour le bijoutier parisien Piel par l'architecte Anatole Bienaimé[13].

## Distinctions
Jules Guillemin est fait officier d'Académie en 1908.

## Pour approfondir